# Pedraza (Segovia)
Pedraza es un municipio y localidad española de la provincia de Segovia, en la comunidad autónoma de Castilla y León. Se trata de una villa medieval amurallada, cuya rehabilitación motivó su declaración como Conjunto Histórico en 1951. El término municipal, cuya población asciende a 349 habitantes (INE 2024), incluye las localidades de Pedraza, Rades de Abajo y La Velilla.

## Geografía

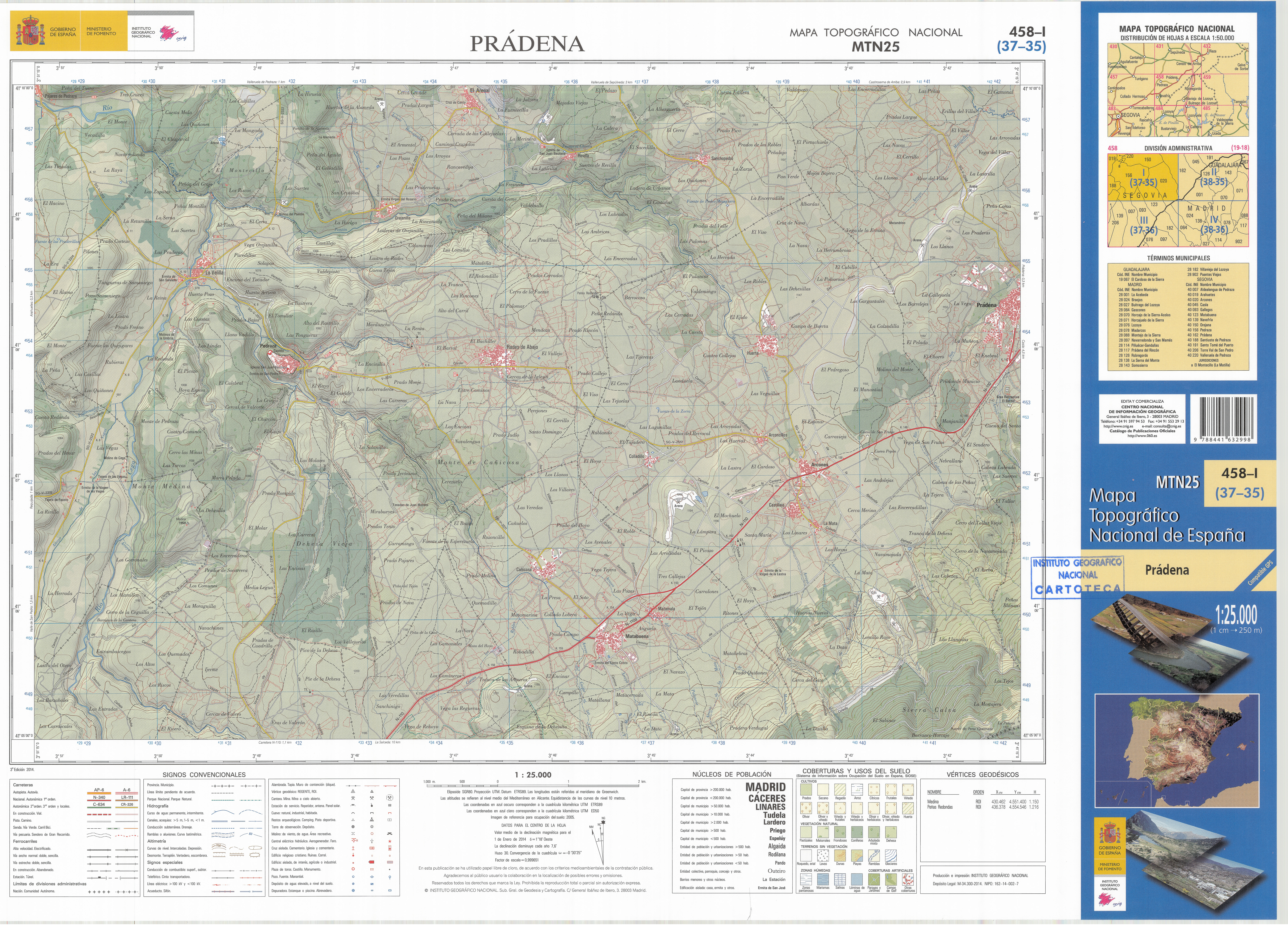
Fragmento de la hoja 458 del Mapa Topográfico Nacional de España de 2014 en el que se representa Pedraza

Está situado a 37 km al nordeste de Segovia capital.
| Noroeste: Valleruela de Pedraza, Arahuetes | Norte: enclave de Montecillo (La Matilla), Orejana | Noreste: Orejana   |
| Oeste: Arahuetes                           |                                                    | Este: Arcones      |
| Suroeste: Santiuste de Pedraza             | Sur: Ceguilla, Gallegos                            | Sureste: Matabuena |

## Historia
Su nombre parece derivar de la Pretaria romana, aunque los primeros datos históricos se remontan a Fernando Gómez de Albornoz, comendador mayor de Montalbán, que fue nombrado por el rey Enrique II de Castilla señor de Pedraza (privilegio datado el 10 de junio de 1369). Posteriormente pasó a manos de la familia Herrera y a finales del siglo XV pasó a los condestables de Castilla por el matrimonio entre Blanca Herrera y Bernardino Fernández de Velasco. Se mantuvo en estas manos hasta que en el siglo XIX se abolieron los señoríos. Los condestables se asentaron allí, siendo el lugar sitio de paso para grandes personalidades, como artistas, nobles y monarcas.
En los siglos XVI y XVII tuvo lugar la época de mayor esplendor del pueblo, y es de cuando datan la mayor parte de casas y palacetes. Esta prosperidad se debió, entre otros motivos, a la exportación hacia el norte de Europa de la lana de sus rebaños de ovejas merinas y a sus excelentes tejidos, capaces de competir con los mejores que se elaboraban en Flandes.
Pedraza ingresó en 2014 en la Asociación Los Pueblos Más Bonitos de España.

## Demografía
Cuenta con una población de 349 habitantes (INE 2024).
| Gráfica de evolución demográfica de Pedraza entre 1842 y 2021                                                         |
| |
| Población de derecho según los censos de población del INE. Población de hecho según los censos de población del INE. |

## Símbolos
El escudo heráldico que representa al municipio se blasona de la siguiente manera:

Escudo medio partido. Primero, de gules con una torre ochavada de oro, almenada y mazonada de sable, puesta sobre peñas de plata. Segundo, azur con una banda de oro, acompañada en lo alto de un león de plata. Timbrado de la Corona Real Española.
Boletín Oficial del Estado n.º 81/1995 de 5 de abril de 1995

La descripción textual de la bandera es la siguiente:

Bandera cuadrada de proporción 2:3, de color rojo, con una cruz amarilla, de borde a borde, y brochante al centro, el escudo municipal en sus colores.
Boletín Oficial del Estado n.º 81/1995 de 5 de abril de 1995

## Administración y política
Lista de alcaldes
| Periodo   | Nombre                    | Partido   |
| --------- | ------------------------- | --------- |
| 1979-1983 | Teodoro Pascual Pascual   | UCD       |
| 1983-1987 | Teodoro Pascual Pascual   | AP-PDP-UL |
| 1987-1991 | Teodoro Pascual Pascual   | PDP       |
| 1991-1995 | Teodoro Pascual Pascual   | PP        |
| 1995-1999 | Pedro Martín Arcones      | PSOE      |
| 1999-2003 | Pedro Martín Arcones      | PSOE      |
| 2003-2007 | Pedro Martín Arcones      | PP        |
| 2007-2011 | Pedro Martín Arcones      | PP        |
| 2011-2015 | Pedro Martín Arcones      | PP        |
| 2015-2019 | Pedro Martín Arcones      | PP        |
| 2019-2023 | Pedro Martín Arcones      | PP        |

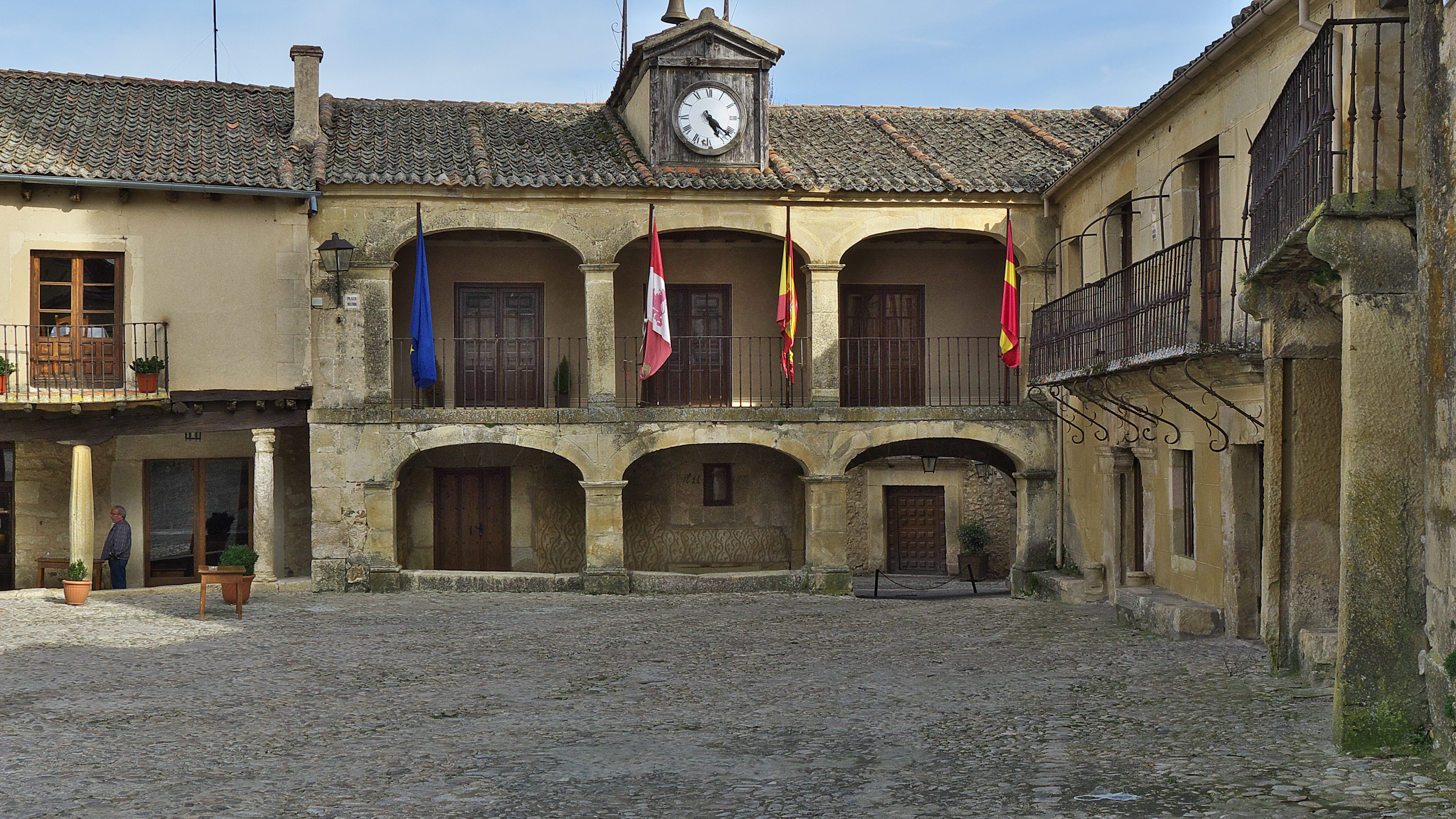
Casa consistorial

| 2023-act. | José Enrique Reques Mateo | PP        |

### Patrimonio

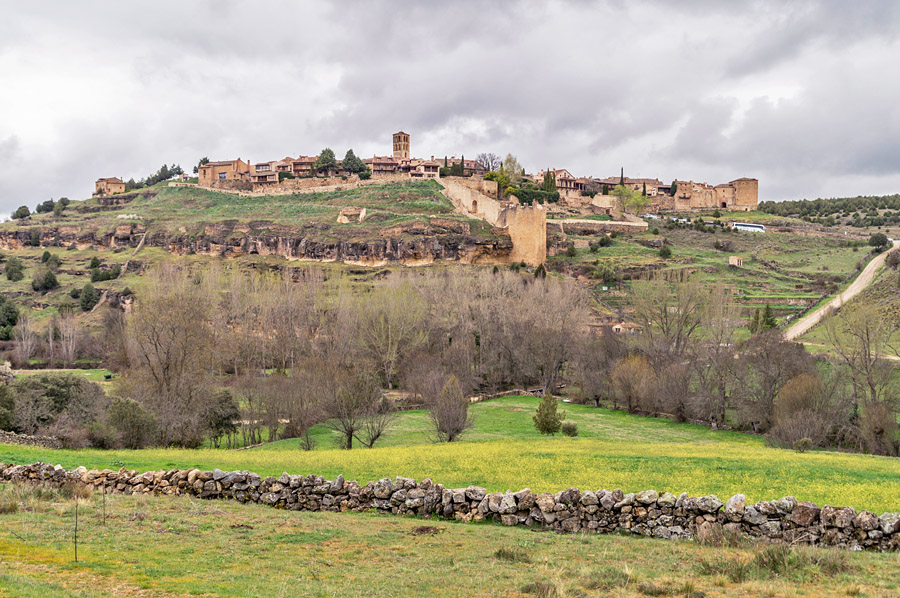
Pedraza desde la carretera de acceso

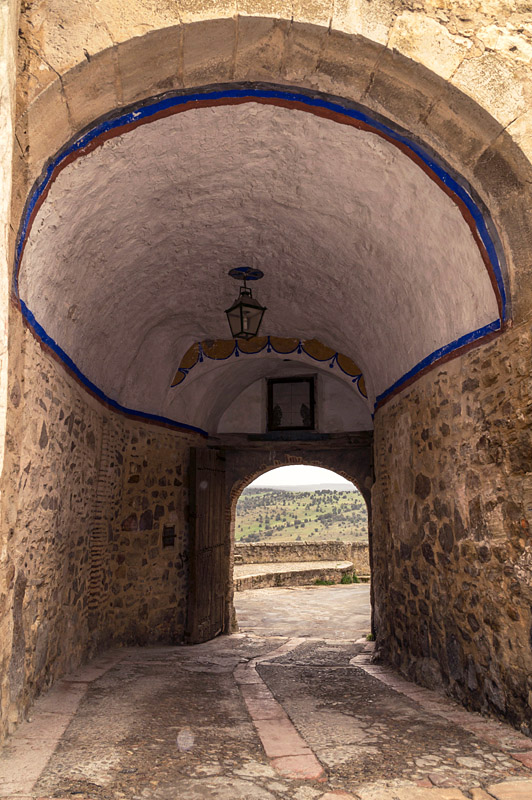
Puerta de la villa

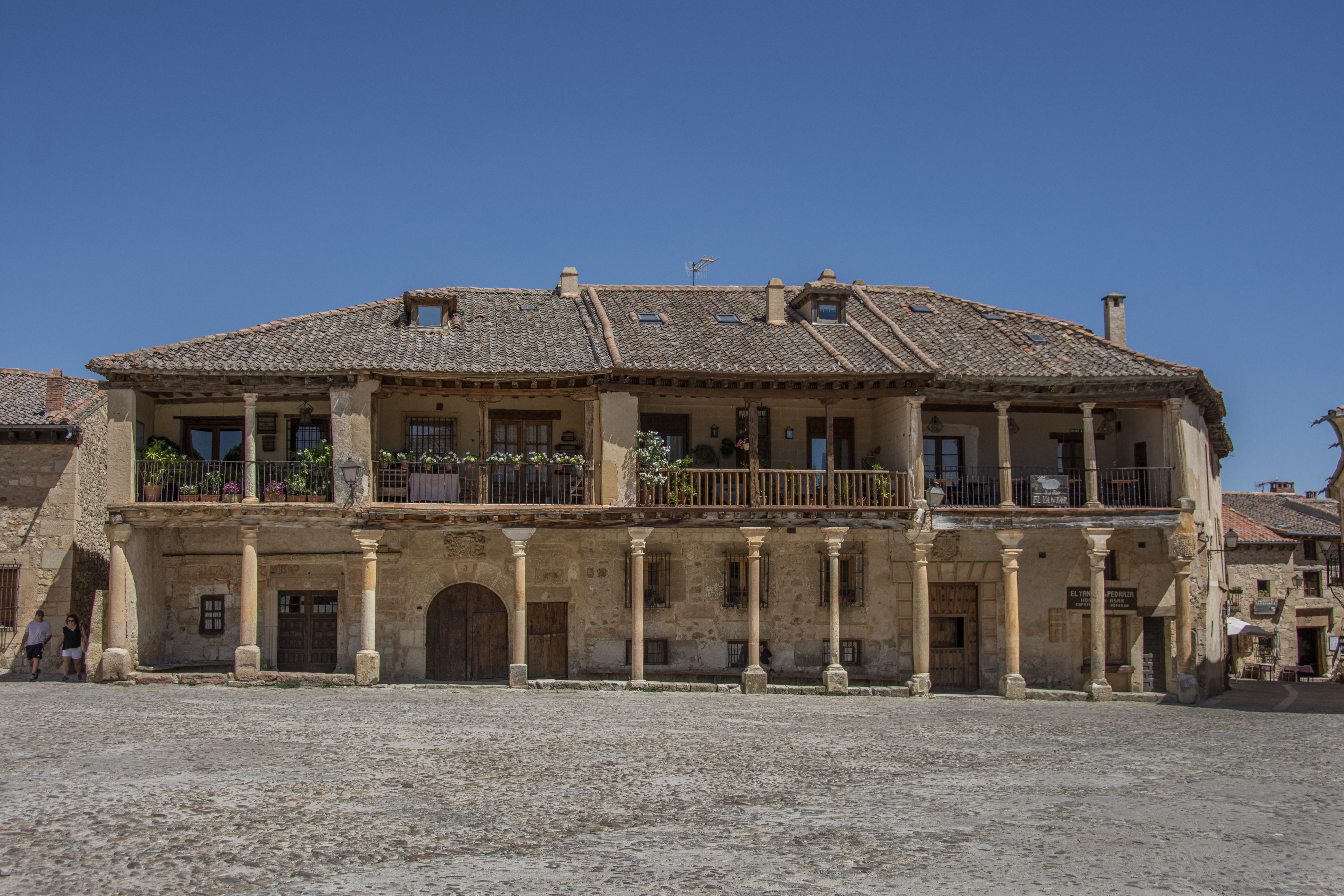
Vista de la plaza mayor

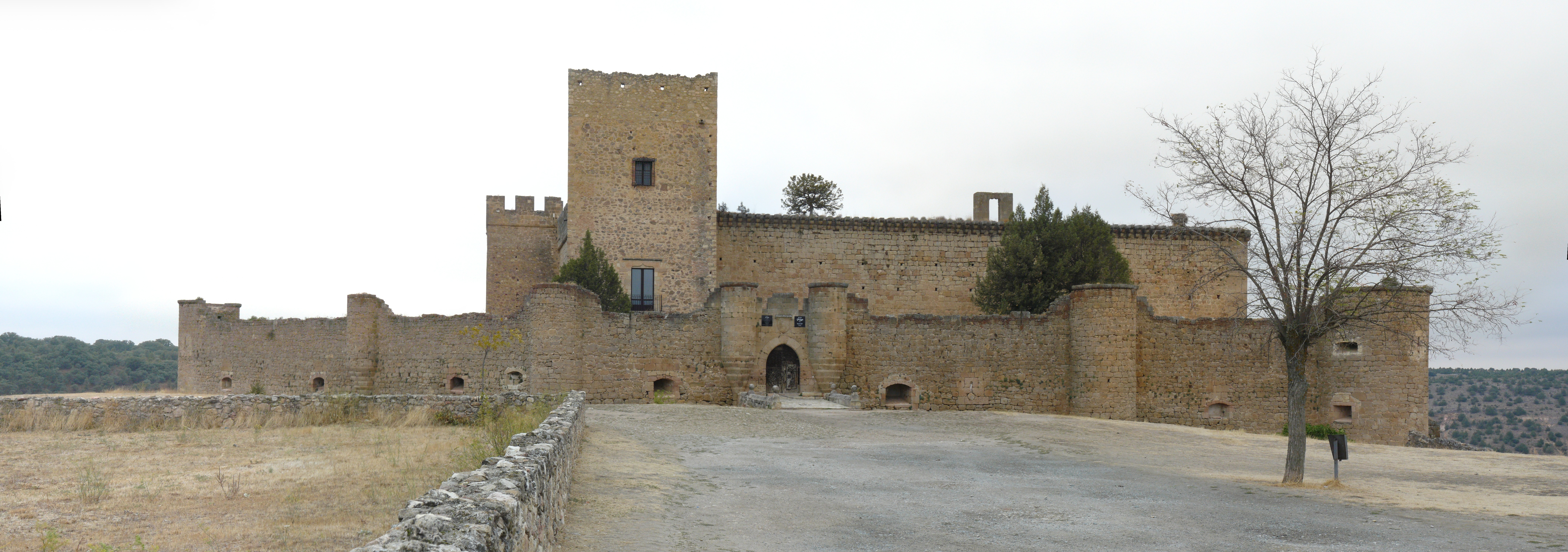
Vista del castillo

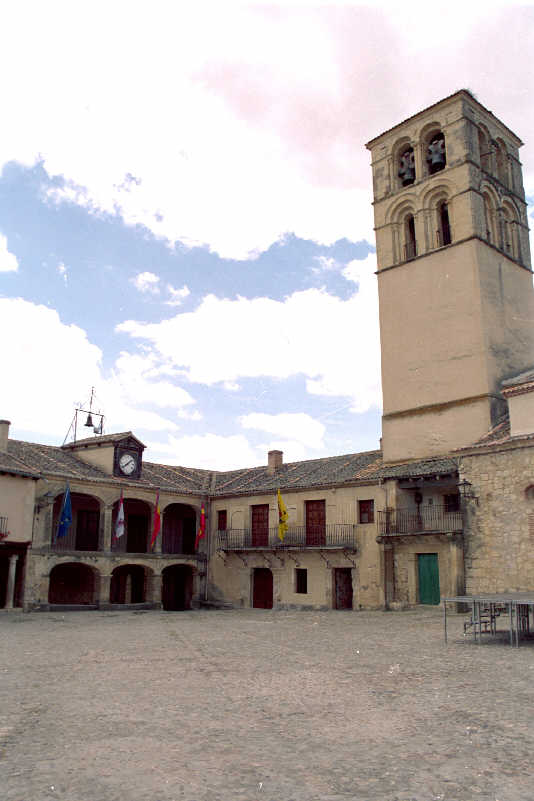
Plaza de la iglesia

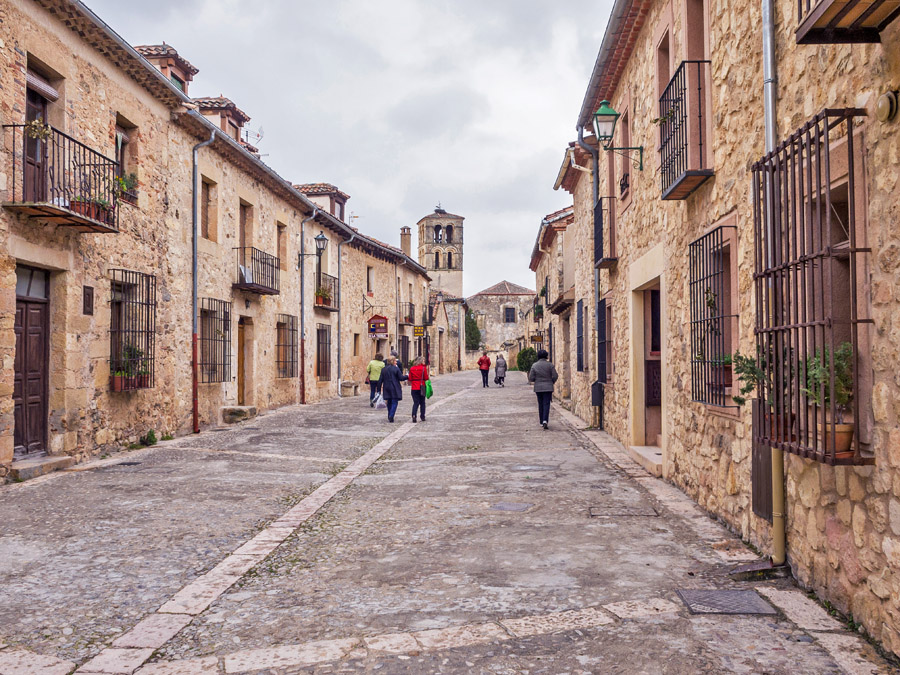
Calle típica con la iglesia de San Juan al fondo

## Cultura

### Puerta de la villa
La puerta de la villa es el único acceso a Pedraza, y por tanto es utilizada como entrada y como salida única del pueblo. Sus orígenes se remontan al siglo XI, y fue reconstruida en el siglo XVI siendo señor de Pedraza Íñigo Fernández de Velasco, cuyo escudo preside la entrada. Los portones son de madera de álamo negro y durante varios siglos eran cerrados durante la noche impidiendo la entrada o salida de cualquier persona salvo emergencia; en tal caso era el carcelero el responsable de abrir la puerta.

### Cárcel
La cárcel de Pedraza está situada en lo que en un principio fue una torre vigía en el lugar donde se encuentra la puerta de la villa. En ella vivía el carcelero y había varias salas anexas donde malvivían los presos. Para los delincuentes comunes, normalmente ladrones, existían dos celdas hechas de madera de 3x3 m por las que apenas entraba la luz y en las que podían estar prisioneros hasta quince personas durante varios días.
Para los delitos de sangre se reservaba un destino más cruel, pues los presos eran arrojados individualmente a una habitación inferior, lo que provocaba de forma frecuente lesiones o roturas en piernas y tobillos, con lo que se reducía casi a cero la posibilidad de fuga. El preso fallecía a los pocos días, y como el carcelero tenía que llamar al verdugo de Segovia y pagarle para que se llevase el cadáver, al siguiente preso que arrojaba a dicho habitáculo le daban una cesta y era él mismo el encargado de recogerlo y dárselo al carcelero, quien lo vendía como abono para las tierras.
Los demás presos, eran arrojados a otra habitación por una trampilla, lo que también provocaba roturas de miembros. Aparte del castigo físico que suponía una caída desde varios metros, los criminales sufrían el tormento de habitar en una estancia especialmente diseñada para que los excrementos de los presos de los pisos superiores fueran evacuados en ella. Todo ello producía una lenta agonía en el preso hasta que moría fruto de las heridas o de infecciones.
Existía otra habitación para los presos preventivos, en la que de día estaban sueltos pero que al llegar la noche y por seguridad del carcelero, que vivía allí en la cárcel, se les echaba en una tabla de madera con los pies sujetos en un cepo y la cabeza enganchada con un grillete a la pared o los colocaba de pie sobre la pared y les ponía un grillete sujetándoles la cabeza, según la crueldad del carcelero, a la altura del preso o a una altura más elevada para que el preso pasara la noche de puntillas. La cárcel fue restaurada en el siglo XX y se conserva como museo, mostrando lo que era una cárcel medieval.

### Castillo
El castillo de Pedraza es una fortaleza construida en el siglo XIII que se reedificó en el siglo XV por García Herrera. A principios del siglo XVI los duques de Frías, Condestables de Castilla, reformaron el castillo de nuevo, añadiéndole el gran muro defensivo adherido a la torre del homenaje y el muro exterior dotado de cañoneras y un puente levadizo (hoy desaparecido). El castillo cuenta con una imponente torre del homenaje, foso, y está rodeado en la mayoría de su perímetro por un precipicio.

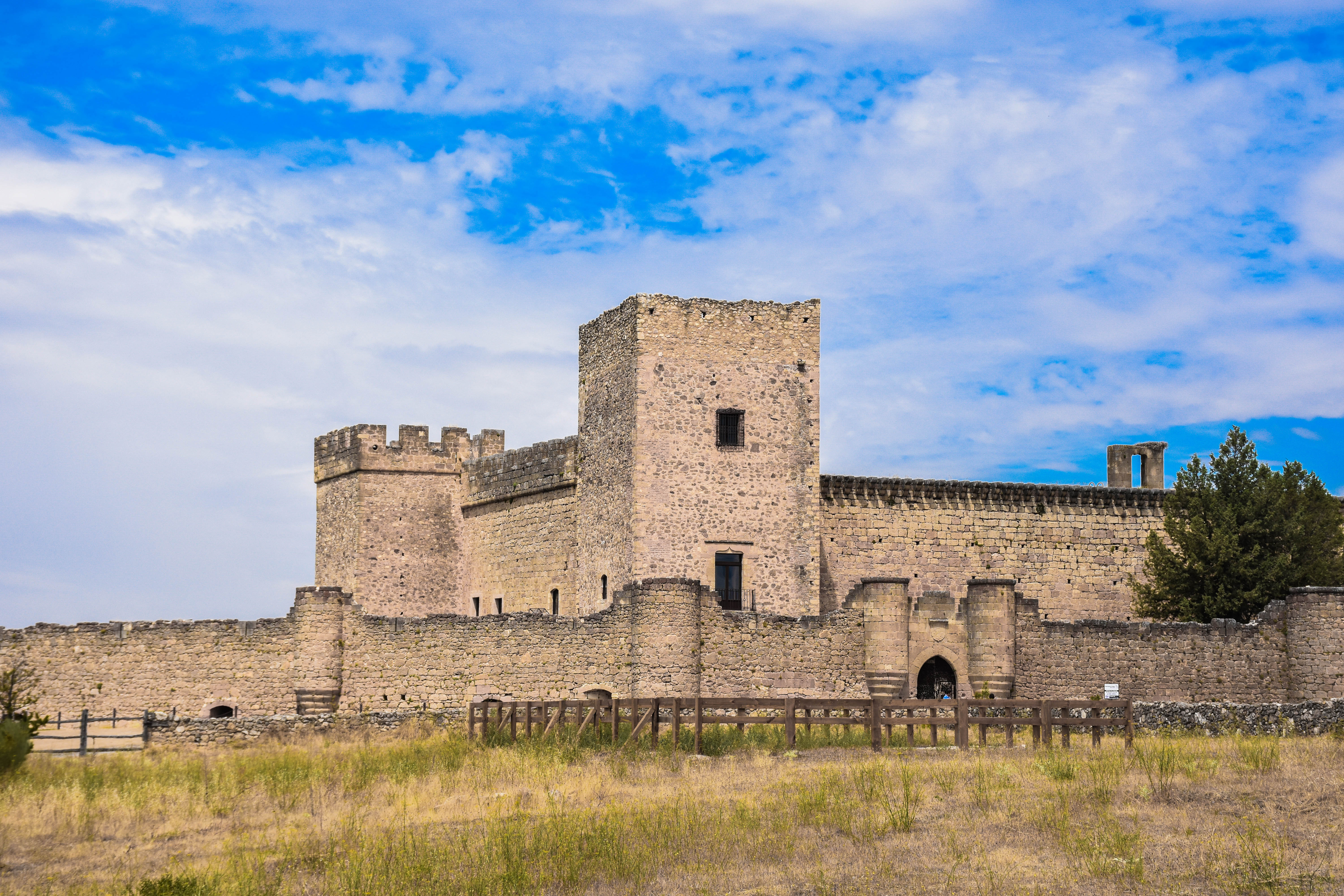
Vista frontal del castillo de Pedraza

En esta fortaleza estuvieron prisioneros dos hijos del rey Francisco I de Francia, el delfín Francisco III de Bretaña y su hermano menor que reinó como Enrique II de Francia. Habían sido entregados por su padre como rehenes al emperador Carlos V. Para liberarlos, el rey francés debía cumplir los acuerdos del Tratado de Madrid, de 1526, firmado tras la derrota del ejército de Francisco I en la batalla de Pavía, donde fue hecho prisionero. En el castillo de Pedraza permanecieron durante dos años, hasta marzo de 1530, cuando por la Paz de las Damas fueron devueltos a Francia. Anteriormente habían estado en los castillos de Villalba, Villalpando y Berlanga de Duero y una corta etapa de descanso en Castilnovo. Al igual que Pedraza, todas estas fortalezas pertenecían a la familia Fernández de Velasco, duques de Frías y condestables de Castilla. La documentación sobre estos hechos se conserva en el Archivo General de Simancas.
En 1926, el pintor Ignacio Zuloaga adquirió el castillo y lo restauró severamente, instalando allí un taller. Los herederos del pintor adaptaron una de las torres para la exposición al público de una parte de la obra del artista.
En 2024 fue adquirido por 4,8 millones de euros por los actores Santiago Segura y José Mota y el productor Luis Álvarez, a través de la sociedad Teatrópolis, con el fin de organizar eventos culturales y abrir la fortaleza al público.

### Otros
- Iglesia de San Juan: Una iglesia construida en estilo románico, posteriormente remodelada con detalles barrocos.[9]
- Cárcel de la villa, situada junto a la única puerta de acceso a la localidad, data del siglo XIII, con reformas posteriores.[9]
- Plaza porticada de estilo castellano.

### La noche de las velas

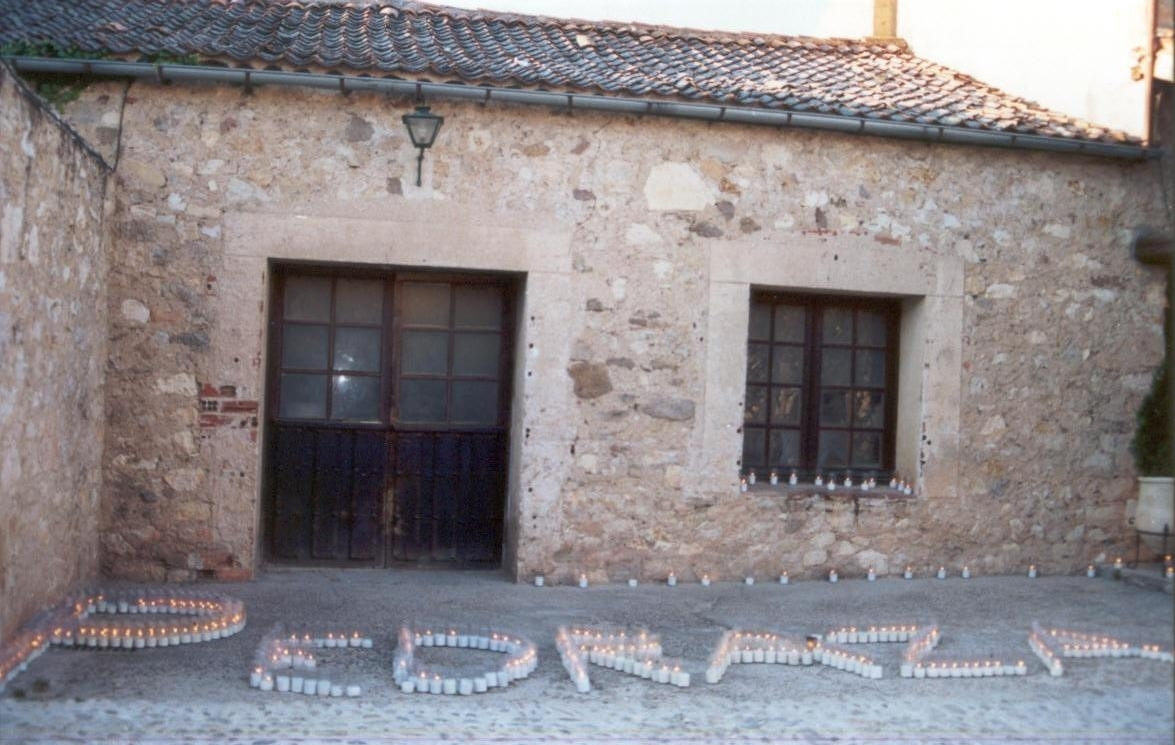
La noche de las velas en Pedraza

La localidad es adornada con miles de velas a comienzos del mes de julio (primero y segundo sábados de dicho mes). Se apagan las luces públicas y se cierran muchas ventanas si se quiere prender alguna luz con el fin de resaltar la iluminación de las calles, ventanas, plazas, jardines y patios. La simple colocación de las velas encendidas tarda varias horas al caer la tarde. Esa noche se suele celebrar un concierto y el aforo al pueblo es limitado.

### Fiestas en honor a la Virgen del Carrascal
Del 7 al 12 de septiembre se celebran en Pedraza las fiestas en honor a la Virgen del Carrascal. Tiene especial relevancia en estas fiestas la procesión con la imagen de la Virgen, que se celebra el día 8, y el encierro de toros que se realiza el día 9.

### Leyendas
- Leyenda del Castillo. Que cuenta la historia de desamor en el siglo XIII entre dos jóvenes locales enamorados, llamados Elvira y Roberto. Esta acabó con el asesinato de él por parte del conde del castillo esposo de Elvira, colocándole en la cabeza una corona de metal incandescente durante una ceremonia pública. Poco después aconteció el suicidio de ella. Desde entonces muchas personas afirman que durante algunas noches del año, por el castillo se puede ver paseando a dos figuras con aureolas de fuego sobre sus cabezas, fantasmas que algunos atribuyen a los malogrados amantes.[10][11]
- Leyenda del Tuerto de Pirón. Fernando Delgado Sanz, apodado el Tuerto de Pirón, era un bandolero nacido en la localidad vecina de Santo Domingo de Pirón. El Tuerto de Pirón robaba a los ricos, asaltaba iglesias y caminos, la villa de Pedraza donde tuvo gran actividad, fue el extremo norte de su zona de control.[12][13]

### Gastronomía
La gastronomía de la localidad corresponde a la tradicional de la provincia, destacando el cordero asado, el judión de la Granja, el cochinillo asado o el ponche segoviano.

### Escenario cinematográfico

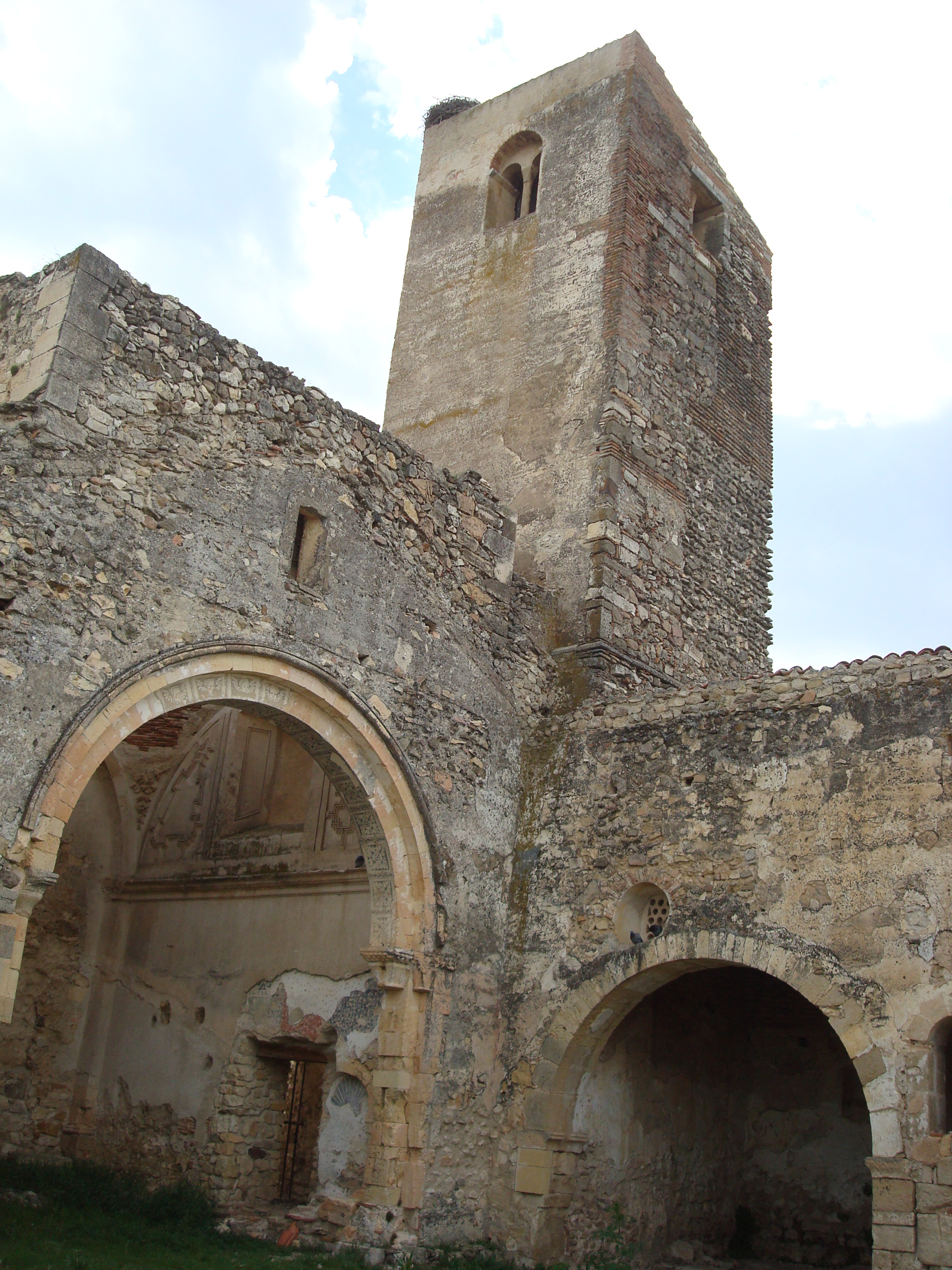
El carácter medieval de Pedraza ha servido de inspiración a múltiples directores de cine para el rodaje de sus obras en esta localidad

Pedraza ha servido de escenario para el rodaje de diversas películas y series:
Películas
- La galerie des monstres (Muda) (1924)
- Los chicos de la escuela (Muda) (1925)
- La aldea maldita (Muda) (1930)
- La aldea maldita (Sonora 1942)
- El escándalo (1943)
- Jeromín (1953)
- Tres historias de amor (1953)
- Los farsantes (1963)
- Más cornadas da el hambre (1963)
- Los cien caballeros (1964)
- Chimes at Midnight (1966)
- Cuando tú no estás (1966)
- The Immortal Story (1968)
- Delirios de grandeza (1971)
- La llamada del vampiro (1972)
- Los tres mosqueteros (1973)
- Ceremonia sangrienta (1973)
- El amor del capitán Brando (1974)
- El Sol sale por el Este (1974)
- El libro del buen amor (1975)
- La petición (1976)
- El Buscón (1979)
- Bolero(1984)
- Teresa de Jesús (1984)
- Así en el cielo como en la tierra (1995)

Series de televisión
- El pícaro (1974)
- Los desastres de la guerra (1983)
- Águila Roja (2009)
- Tierra de lobos  (2010)
- Isabel (2012)
- Toledo, cruce de destinos (2012)
- 30 monedas (2020)